# Diego de Arana
Diego de Arana (Córdoba, 1468-Villa Navidad, La Española, 1493) fue un marino de la Corona de Castilla que acompañó a Colón en su primer viaje de descubrimiento de América.

## Datos biográficos
Se le cita como natural de Córdoba en el Diario de Colón y, en su Historia del Almirante, Hernando Colón dice que era hijo de Rodrigo de Arana. Se le supone primo de Beatriz Enríquez de Arana, la abnegada compañera sentimental de Cristóbal Colón, con quien nunca llegó a casarse.
Hombre de confianza del Almirante, le siguió en su primer viaje al partir del puerto onubense de Palos de la Frontera el viernes 3 de agosto de 1492, en calidad de Alguacil de la Armada. 
Tras el naufragio de la Santa María, el martes 25 de diciembre de 1492, en la costa noroeste de La Española, y el extravío voluntario de La Pinta de Martín Alonso Pinzón, Colón, que anhelaba regresar a Castilla para mostrar a los Reyes Católicos su descubrimiento, le eligió para quedarse al frente de los 36 hombres que no cabían en el viaje de regreso. Junto a Diego de Arana, quedaron como lugartenientes: Pedro Gutiérrez, repostero de estrado del rey Fernando II de Aragón y el segoviano Rodrigo de Escobedo, escribano mayor de la Armada.
Para la defensa de aquellos hombres, los expedicionarios construyeron la Villa Navidad con  los restos del naufragio de la Santa María y con ayuda de los naturales de La Española, los Taínos.
Días después, el viernes 4 de enero de 1493, Colón levantó anclas para volver a España. Ya en alta mar, el día de Reyes, Colón se reencontró a Pinzón con quien mantenía seria disputa y no volvieron al fuerte Navidad, sino que regresaron juntos con dirección a Lisboa aunque, nuevamente separados, La Pinta alcanzaría el puerto de Bayona en Galicia antes de que Colón llegara a Lisboa.
Cuando meses después, Colón regresó a La Española el 28 de noviembre de 1493, encontró que todos los españoles, incluidos Diego de Arana, Pero Gutiérrez y Rodrigo de Escobedo, habían sido asesinados por los caribes dirigidos por Caonabo y la Villa Navidad completamente arrasada. 
Por el relato que de los hechos les hizo el cacique amigo Guacanagarix, hubo serias disputas entre los castellanos por el oro que cogían y las mujeres nativas que disputaban y se enfrentaron al punto de matar a un tal Jacome y dispersarse. Únicamente Arana y diez de sus hombres quedaron custodiando el fuerte. Gutiérrez y Escobedo y los de su grupo fueron asesinados por Caonabo, cacique de la zona de las minas de oro adonde había ido. Y en un ataque nocturno también atacó y exterminó Caonabo a los defensores del fuerte. Todo ello ocurrió, según la narración de Hernando Colón, como un mes antes del regreso del Almirante. 
Colón decidió abandonar aquella zona insegura y construir la Villa La Isabela, la primera ciudad castellana en América, muchas millas al este de aquel malhadado lugar.